# Gerhard Körner
Gerhard Körner (* 20. September 1941 in Zwickau) ist ein ehemaliger Fußballspieler. Der 33-fache Fußballnationalspieler der DDR spielte auf Clubebene für Vorwärts Berlin sowie nach dem Umzug der Ost-Berliner im Jahr 1971 für den FC Vorwärts Frankfurt/Oder.

## Sportliche Laufbahn
Körner, der in Anlehnung an den Dichter der Befreiungskriege, Theodor Körner, während seiner Fußballerlaufbahn „Theo“ genannt wurde, gehörte in den 1960er-Jahren zu den Spitzenfußballspielern der DDR. Dies beweisen nicht nur seine fünf Nachwuchsländerspiele und die 33 Spiele in der DDR-A-Nationalmannschaft zwischen 1962 und 1969, sondern auch seine 276 Einsätze in der Oberliga, der obersten Spielklasse DDR-Fußball, die er ausschließlich beim damals führenden Fußballclub der Armeesportvereinigung Vorwärts absolvierte, sowie weitere 25 Europapokalspiele.
Körner hat mit diesen 276 Erstligabegegnungen hinter seinen Clubkameraden Jürgen Nöldner (285) und Lothar Hause (281) die meisten Oberligaspiele für die Armeemannschaft bestritten. Seine Ausnahmestellung lässt sich auch an der Zahl seiner Erfolge ablesen: Viermal DDR-Fußballmeister in den Jahren 1962, 1965, 1966 und 1969 und DDR-Fußballpokalsieger 1970 sowie Bronzemedaillengewinner beim olympischen Fußballturnier 1964 in Tokio. Mit seiner perfekten Ballbehandlung und kreativen Begabung gehörte er zu den Lieblingsakteuren des Nationaltrainers Karoly Soos. Erst als der 1970 in Nachfolge von Harald Seeger neu berufene Nationaltrainer Georg Buschner den Stil der Nationalmannschaft vom Spielerischen zum Kämpferischen umstellte, war dort für Körner kein Platz mehr. Die DDR-Fußballzeitung fuwo zeichnete Körner 1965 in Folge ihrer Notenvergabe als punktbesten Spieler der Saison aus.

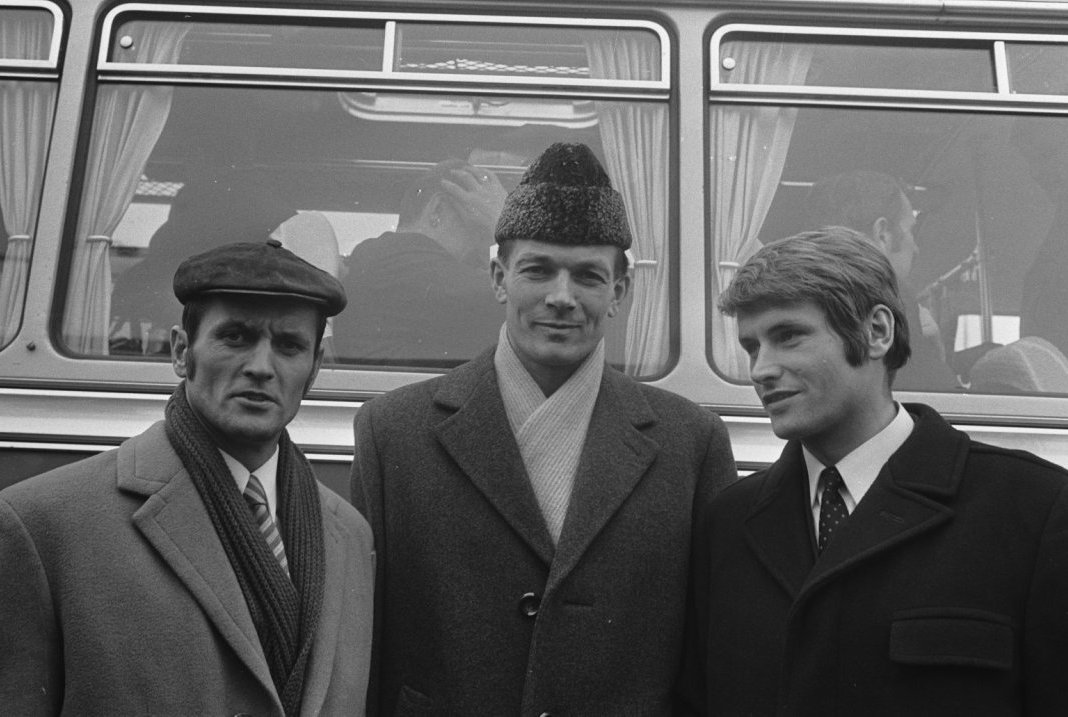
Otto Fräßdorf, Hans-Georg Kiupel und Gerhard Körner im Jahr 1971

Sein sportliches Talent zeigte Körner schon beim Schulsport. Sein Sportlehrer sorgte dafür, dass er sich zum Fußballspielen bei der BSG Wismut im heimatlichen Wilkau-Haßlau, einem kleinen Ort vor den Toren von Zwickau, anmeldete. Bis zum 18. Lebensjahr durchlief Körner dort alle Altersklassen, ehe er sich nach bestandenem Abitur zum Dienst in der DDR-Armee meldete. Er wurde nach Marienberg eingezogen, wo er die Gelegenheit erhielt, bei Vorwärts Marienberg weiterhin Fußball zu spielen. Die Armeesportgemeinschaften in der DDR-Provinz dienten dem zentralen Fußballklub der Armeesportvereinigung, Vorwärts Berlin, als Kaderschmieden. Deshalb erscheint der Schritt nach Ost-Berlin 1960 in der Retrospektive logisch. In der NVA hatte er den Dienstgrad eines Hauptmanns.
Körner machte trotz des bereits unmittelbar bevorstehenden 30. Geburtstages im Sommer 1971 noch den Schritt der Vorwärts-Elf von Ost-Berlin nach Frankfurt/Oder mit. Am 12. Spieltag der Saison 1972/73 lief er beim 6:1-Heimsieg der Rot-Gelben gegen den 1. FC Lokomotive Leipzig, bei dem er sich auch noch einmal als Torschütze auszeichnen konnte, zum letzten Mal in der ostdeutschen Eliteliga auf.

## Weiterer Werdegang
Da er bereits während seiner aktiven Zeit an der Leipziger Sporthochschule DHfK zum Diplomsportlehrer ausgebildet worden war, wurde er ab 1973 als Fußballbezirkstrainer in Berlin tätig, wo er hauptsächlich für die Nachwuchsarbeit verantwortlich war. Später arbeitete er beim Berliner 1. FC Union als Assistenztrainer, danach ehrenamtlichen bei anderen unterklassigen Berliner Vereinen wie Olympiakos Berlin. Zeitweise arbeitete er bei dem Integrationsprogramm „Fußball gegen Gewalt“ mit, das sich um jugendliche Ausländer kümmert. Als fast 66-Jähriger wurde er 2007 zum sportlichen Leiter des FC Karlshorst gewählt.

## Erfolge
- DDR-Meister: 1962, 1965, 1966, 1969
- DDR-Pokalsieger: 1970
- Bronzemedaille bei den Olympischen Sommerspielen 1964